# Ремикс-топливо
РЕМИКС — разработанный в России вид ядерного топлива, создаваемый из смеси регенерированного урана и плутония. Эта смесь образуется при переработке отработавшего ядерного топлива (ОЯТ). В неё добавляют обогащённый уран в небольшом количестве. Применение РЕМИКС позволяет повторно использовать и плутоний, содержащийся в облученном во время регенерации топливе, и невыгоревший уран-235.

## Сравнение с «традиционным» МОКС-топливом
МОКС-топливо или смешанное оксидное топливо, используемое в некоторых странах Западной Европы и Восточной Азии, обычно состоит из обедненного урана, смешанного с плутонием реакторного качества в количестве от 4 % до 7 %. Лишь несколько конструкций реакторов поколения II и около половины конструкций реакторов поколения III соответствуют требованиям по МОКС-топливу, что позволяет использовать 100%-ную загрузку МОКС-топлива без каких-либо проблем с безопасностью.

## Производство
Россия потратила почти десятилетие на разработку методов, аналогичных ядерному пиропроцессингу, которые позволяют им перерабатывать отработавшее ядерное топливо без необходимости отделения переработанного урана и плутония от других металлов, в противоположность тому, как это делается в системе химической переработки PUREX, используемой для производства МОКС-топлива. Извлеченная смесь урана и плутония реакторного качества затем преобразуется в оксид и смешивается со среднеобогащенным топливом из свежего оксида урана в тщательно измеренной пропорции для создания смеси с 4 % U-235 и 1 % плутония реакторного качества. После обширных испытаний на реакторе, начавшихся в 2016 году, с февраля 2020 года Россия начала использовать РЕМИКС в качестве топлива для своих водо-водяных реакторов ВВЭР.